# 1854
- Wikisource

| Calendário gregoriano                                                        | 1854 MDCCCLIV                       |
| Ab urbe condita                                                              | 2607                                |
| Calendário arménio                                                           | 1303 – 1304                         |
| Calendário bahá'í                                                            | 10 – 11                             |
| Calendário budista                                                           | 2398                                |
| Calendário chinês                                                            | 4550 – 4551 Início a 29 de janeiro  |
| Calendário copta                                                             | 1570 – 1571                         |
| Calendário etíope                                                            | 1846 – 1847                         |
| Calendários hindus - Vikram Samvat - Calendário nacional indiano - Cáli Iuga | 1909 – 1910 1775 – 1776 4954 – 4955 |
| Calendário Holoceno                                                          | 11854                               |
| Calendário islâmico                                                          | 1271 – 1272                         |
| Calendário judaico                                                           | 5614 – 5615                         |
| Calendário persa                                                             | 1232 – 1233 Início a 21 de março    |
| Calendário rúnico                                                            | 2104                                |
| Calendário solar tailandês                                                   | 2397                                |

1854 (MDCCCLIV, na numeração romana) foi um ano comum do século XIX do actual Calendário Gregoriano, da Era de Cristo, e a sua letra dominical foi A (52 semanas), teve início a um domingo e terminou também a um domingo.
| Ano completo                    |
| ------------------------------- |
| Ano comum com início ao domingo |

## Eventos
- Instituição do Dogma da Imaculada Conceição.
- É construído o Altar de Nossa Senhora dos Anjos, na Sé Catedral de Angra do Heroísmo, local onde se encontra a imagem de Nossa Senhora da Conceição que data do século XVII. [1]
- Fundação da Filarmónica a Sociedade União Popular de Instrução e Recreio da Ribeira Seca, da freguesia da Ribeira Seca, Calheta, ilha de São Jorge.

### Março
- 25 de março - Começam a funcionar os primeiros lampiões a gás na iluminação pública no Rio de Janeiro.

### Abril
- 30 de abril - Inauguração da primeira ferrovia do Brasil (Estrada de Ferro Mauá) na localidade de Fragoso, em Magé (RJ).

### Agosto
- 25 de Agosto - Fundação da Cidade de Barretos no interior do estado de São Paulo

## Nascimentos
- 1 de janeiro - James Frazer, antropólogo do Reino Unido (m. 1941).
- 9 de março - Francesco Matarazzo, empresário ítalo-brasileiro (m.1937).
- 28 de abril - José Malhoa, pintor português (m. 1933).
- 29 de abril - Henri Poincaré, matemático francês (m. 1912).
- 21 de junho - Apolônia Pinto, atriz brasileira (m. 1937).
- 29 de setembro - Cincinnatus Leconte, presidente do Haiti (m. 1912).
- 16 de outubro - Oscar Wilde, escritor irlandês (m. 1900).
- 20 de outubro - Arthur Rimbaud, poeta francês (m. 1891).
- 21 de novembro - Papa Bento XV (m. 1922).

## Mortes
- 9 de dezembro - Almeida Garrett, escritor, ministro, tribuno, cronista-mor do reino de Portugal, actor e cantor.

## Por tema
- 1854 na ciência
- 1854 no desporto
- 1854 no jornalismo
- 1854 na literatura
- 1854 na música